# 31 Lyncis
31 Lyncis, ou Alsciaukat, é uma estrela na constelação de Lynx. Ela é uma gigante laranja localizada a aproximadamente 390 anos-luz da Terra. Sua magnitude aparente é 4.25 e sua classe espectral é  K4.5III-IIIb. 

## Nome
Essa estrela tem como nomes tradicionais Alsciaukat, do árabe الشوكة (aš-šawkat) "o espinho" e Mabsuthat, do árabe المبسوطة (al-mabsūtah) "a (pata) estendida".